# Pijnacker-Sud (métro de Rotterdam)
Pijnacker-Sud est une station de la ligne E du métro de Rotterdam. Elle est située, sur Klapwijkseweg, au sud de Pijnacker, dans la commune Pijnacker-Nootdorp au sud de La Haye et au nord de Rotterdam au Pays-Bas.
Mise en service en 2006, dans le cadre du projet RandstadRail, elle est, depuis 2010, desservie par la ligne E du métro de Rotterdam.

## Situation sur le réseau

Plan du métro.

Établie sen surface, la station Pijnacker-Sud, est située sur la ligne E du métro de Rotterdam, entre la station Pijnacker-Centre, en direction du terminus nord La Haye-Centrale, et la station Berkel-Westpolder, en direction du terminus sud Slinge,.
Elle dispose des deux voies de la ligne encadrées par deux quais latéraux.